# تومارس
تومارس (به اسپانیایی: Tomares) یک دهستان در اسپانیا است که در سبیا واقع شده‌است. تومارس ۵٫۱۷ کیلومتر مربع مساحت دارد ۷۸ متر بالاتر از سطح دریا واقع شده‌است.